# Es ist nicht leicht, ein Gott zu sein
Es ist nicht leicht, ein Gott zu sein, auch Ein Gott zu sein ist schwer (OT: russisch Трудно быть богом, transkribiert Trudno byt bogom), ist ein 1964 veröffentlichter Science-Fiction-Roman von Arkadi und Boris Strugazki.
Innerhalb ihres Werks gehört er zur Welt des Mittags.

## Inhalt
Der utopische Roman spielt auf einem entfernten Planeten mit menschenähnlichen Bewohnern, deren Gesellschaft sich auf einer dem späten Mittelalter der Erde entsprechenden feudalen Entwicklungsstufe befindet. Anton ist einer der Beobachter des Instituts für Experimentalgeschichte der Erde im Königreich Arkanar. Seit fünf Jahren lebt er dort unerkannt mit Hilfe der fortgeschrittenen Technologie der Erde in der Identität des verstorbenen Adligen Don Rumata. In jüngster Zeit hat unter dem Sicherheitsminister Don Reba eine Verfolgung und Ermordung von Gelehrten und Künstlern begonnen. Obwohl für die Beobachter die Anweisung der Nichteinmischung gilt, rettet Anton einige der bedrohten Intellektuellen und bringt sie in benachbarten Reichen in Sicherheit. Er befürchtet, dass sich Arkanar – entgegen der Basistheorie des Feudalismus, die gesellschaftliche Entwicklungen vorhersagt – in einen faschistischen Überwachungsstaat verwandeln wird. Andere Beobachter raten ihm jedoch, sich weiterhin nicht in die Geschichte des Planeten einzumischen.
In Arkanar lässt Don Reba Doña Okana, eine Informantin Antons, foltern und ermorden. Vor dem kranken und schwachen König fordert Anton Reba heraus, indem er ihn der Verhaftung des berühmten Arztes Budach beschuldigt, der die Leiden des Königs lindern könnte. In der Folge ermordet Don Reba den König Arkanars sowie den von Anton bewachten Kronprinzen und putscht sich mit Hilfe des Heiligen Ordens an die Macht. In Arkanar entsteht eine faschistische Theokratie.
Antons Lage wird brisant. Don Reba weiß inzwischen, dass „Don Rumata“ nicht echt ist, dass er viele Zweikämpfe bestritten, aber nie einen Menschen getötet hat und dass sein Gold nicht von dieser Welt ist. In den Augen der Öffentlichkeit hat Budach, für den Anton eingetreten ist, den König vergiftet, und er hat die Ermordung des Prinzen während seiner Wache nicht verhindert. Anton vereinbart einen Nichtangriffspakt mit Reba, bringt Budach in Sicherheit und plant, mit seiner Geliebten Kyra zur Erde zu fliehen. Als ihn ein arkanarischer Revolutionär, der die göttergleiche Macht Antons kennt, um Waffenhilfe bittet, lehnt er jedoch ab.
Als Don Reba schließlich Antons Geliebte Kyra ermorden lässt, verliert der irdische Beobachter jede Beherrschung und richtet ein Blutbad an.

## Zum Roman
Die im als „bester utopischer Roman der Sowjetliteratur“ bezeichneten Roman erwähnte Basistheorie des Feudalismus und ihr Versagen ist eine Kritik am in der damaligen Sowjetunion verbreiteten Historischen Materialismus und die Intellektuellenverfolgung erinnert an die stalinistischen Säuberungen. Don Reba hatte in der Manuskriptfassung noch den Namen Rebija, ein Anagramm von Berija, dem Geheimdienstchef unter Stalin. Über Antons Dilemma schrieb Darko Suvin, der den Roman als einen „Erziehungsroman, bei dem der Leser der Held ist“ bezeichnet: „Die Einmischung von draußen kann ein Volk nicht befreien, ohne zur Entstehung einer neuen aufgeklärten Diktatur zu führen“ und „die Götter von der Erde sind sowohl ethisch zum Handeln verpflichtet, wie historisch zu Untätigkeit verurteilt“.

„Rumatas Konflikt geht unter die Haut, der Roman selbst ist vielschichtig und jederzeit interessant.“

## Deutsche Ausgaben
- Erstausgabe: Es ist nicht leicht, ein Gott zu sein. Roman, übersetzt von Hermann Buchner, Marion von Schröder Verlag, Düsseldorf 1971
- Taschenbuchausgabe: Es ist nicht leicht, ein Gott zu sein. Utopischer Roman, übersetzt von Hermann Buchner, Wilhelm Heyne Verlag, München 1972 (textidentisch)
- DDR-Ausgabe: Ein Gott zu sein ist schwer. Phantastischer Roman, übersetzt von Arno Specht, Verlag Volk und Welt, Berlin (Ost) 1975 (Ausgabe als Roman-Zeitung Nr. 464, 1988)
- erste vollständige (unzensierte und anhand der Manuskripte rekonstruierte) deutsche Ausgabe in: Werkausgabe, Vierter Band, Wilhelm Heyne Verlag 2012, S. 149–370. ISBN 978-3-453-52686-0

## Verfilmungen
Der Roman wurde zweimal verfilmt. Die erste Verfilmung entstand unter der Regie von Peter Fleischmann als deutsch-sowjetisch-französische Koproduktion und kam 1990 als Es ist nicht leicht, ein Gott zu sein in die Kinos. Der zweite Film, Es ist schwer, ein Gott zu sein, wurde von Alexei German 2000 bis 2006 gedreht und, nach dessen Tod, von Germans Frau Swetlana Karmalita sowie dem gemeinsamen Sohn Aleksey German Jr. fertiggestellt und 2013 uraufgeführt.

## Nachweise
1. ↑  Erik Simon: Werkführer (Memento des Originals vom 22. März 2016 im Internet Archive)  Info: Der Archivlink wurde automatisch eingesetzt und noch nicht geprüft. Bitte prüfe Original- und Archivlink gemäß Anleitung und entferne dann diesen Hinweis.
2. ↑  Darko Suvin im Nachwort zu Die Schnecke am Hang S. 261, Suhrkamp, 1978, ISBN 3-518-06934-9
3. ↑  Darko Suvin im Nachwort zu Die Schnecke am Hang S. 262, Suhrkamp, 1978, ISBN 3-518-06934-9
4. ↑  Reclams Science-Fiction-Führer Hrsg. von H. J. Alpers, W. Fuchs und R. Hahn, S. 399, Philipp Reclam jun., Stuttgart, 1982, ISBN 3-15-010312-6
5. ↑  Es ist schwer, ein Gott zu sein, auf moviepilot.de